# Danielle Perez
Pour les articles homonymes, voir Perez.
Danielle Samantha Perez, est une danseuse, mannequin et professeur gibraltarienne née le 1er décembre 1983 à Londres. Elle a été élue Miss Gibraltar 2007. Elle est la 45e Miss Gibraltar.

## Biographie

### Jeunesse et études
Danielle Perez est l'aîné de trois enfants. Elle a vécu à Gibraltar depuis qu'elle a treize ans. Elle a obtenu son baccalauréat spécialisé en danse en 2002. Elle est diplômée en 2005 de l'université de Roehampton avec un baccalauréat universitaire en lettres en études de danse et d'un diplôme en psychologie. Ainsi que professeur de danse, elle a de l'expérience en tant que travailleur clé pour enfants déficients mentalement et physiquement, à la suite de son diplôme en psychologie. 

### Élection Miss Gibraltar 2007
À l'âge de 23 ans, Danielle Perez est élue Miss Gibraltar 2007 le 9 juin 2007 et succède à Hayley O'Brien, Miss Gibraltar 2006,. 

#### Parcours
- Miss Gibraltar 2007.
- Candidate à Miss Monde 2007 à Sanya, en Chine.